# Fractofusus misrai
Fractofusus misrai (лат.) — вид вымерших животных рода Fractofusus отряда Rangeomorpha. Окаменелый отпечаток найден в 1967 году индийским геологом Шивой Балак Мисрой в канадской провинции Ньюфаундленд и Лабрадор. В честь него вид и был назван в 2007 году. Отпечатки F. misrai и F. andersoni датируются возрастом 575—560 млн лет, что соответствует позднему эдиакарию.
Тело Fractofusus misrai было плоским, овальной формы, имело трубчатую ветвистую структуру, его длина колебалась от 3 до 22 см, ширина — от 1 до 8 см. Животное питалось всей площадью тела, фильтруя воду на предмет мелких органических частиц.
Животные водились в тёплых морях и океанах, обитали на дне и вели неподвижный образ жизни. Они размножались как половым, так и бесполым способами. Половое размножение происходило путём выбрасывания крохотных семян или спор. При бесполом размножении существа отбрасывали «побеги», подобно тому как это делают многие растения.
Рангеоморфы Fractofusus стали первыми известными науке многоклеточными животными, которые способны размножаться половым и бесполым способами. Получая определённые преимущества от каждого из них, животные смогли быстро колонизировать морское дно. Большинство представителей эдиакарской биоты, к которой относится вид, было вытеснено более многочисленными и более развитыми организмами кембрийской эпохи.